# Prototheora geniculata
Prototheora geniculata là một loài bướm đêm thuộc họ Prototheoridae. Loài này có ở Nam Phi.